# Мала Усора
Мала Усора је притока ријеке Усоре. Настаје спајањем Усорице и Велике Остружње на локалитету Врана стијена на подручју насеља Прибинић у сјеверезопадном подножју планине Борје. Дуга је 17,3 km. На подручју града Теслића се спаја са Великом Усором гдје заједно чине ријеку Усору. Читавим током протиче кроз општину Теслић.

## Одлике
Настаје на надморској висини од 330 метара, а са Великом Усором се спаја на надморској висини од 199 метара. Њен просечан пад је 0,7%, а укупан 131 метара од извора до ушћа. Корито Мале Усоре је плитко што доводи до излива у сезонама високих падавина, док је у љетњим мјесецима сиромашно водом. У појединим дијеловима тока постоје вирови дубоки до 2 метра, док просјечна дубина износи 0,5 метара. Просјечна ширина износи 10 метара, а на појединим дијеловима се стварају ријечна острва од шљунка која стално мијењају облик. Према мјерењима извршеним 27. августа 1997, просјечан проток на ушћу у Велику Усору износи 140 литара у секунди.